# XIIe corps (armée de l'Union)
Le XIIe corps (douzième corps d'Armée) est un corps d'armée de l'armée de l'Union pendant la guerre de Sécession.
Le corps est formé par l'ordre général du département à la Guerre du 13 mars 1862, en vertu duquel l'organisation des corps de l'armée du Potomac est d'abord fixée. Par cet ordre, cinq corps sont constitués : l'un d'entre eux est composé des divisions d'Alpheus S. Williams et de James Shields et commandé par le major général Nathaniel P. Banks, est désigné comme le Ve corps. Ces divisions opèrent dans la vallée de la Shenandoah. Le 26 juin, le président Abraham Lincoln ordonne que « les troupes du département de la Shenandoah, maintenant sous les ordres du général Banks, constituent le deuxième corps d'Armée » de l'armée de Virginie. Le 12 septembre, l'ordre général 129 ordonne que sa désignation est changée en XIIe corps d'armée, et que le major général Joseph K. Mansfield est placé à son commandement.
Le XIIe corps est petit - seulement deux divisions au lieu de trois habituellement - mais est équipé de matériel excellent. Parmi ses régiments, on trouve le 2nd Massachusetts, le 7th Ohio, le 5th Connecticut, le 13th New Jersey, le 107th New York, le 28th Pennsylvania, le 46th Pennsylvania, le 3rd Wisconsin, et d'autres tout aussi célèbres en tant que régiments d'élite ; tous avec des noms courants dans les communautés à partir desquelles ils ont été recrutés.

## La vallée et Antietam
Le corps a participé à beaucoup de combats durs sous son ancienne appellation. La division de Shields remporte une victoire sur Thomas J. "Stonewall" Jackson à Kernstown le 23 mars 1862, et la division de Williams se bat bien à Winchester, le 25 mai, pendant la retraite de Banks. La bataille de Cedar Mountain est aussi menée par ce corps, seul et sans aide ; et, bien que vaincu par la force écrasante de l'ennemi, les archives montrent que les deux divisions ont fait parmi les meilleurs combats de la guerre. Dans cette bataille, les divisions sont commandées par les généraux Williams et Christopher C. Augur ; les pertes s'élèvent à 302 tués, 1 320 blessés, et 594 disparus ; soit au total 2 216 sur un peu moins de 6 000 engagés. Ces pertes son supportées par quatre brigades, la brigade de Samuel W. Crawford perdant 867 hommes sur 1 679, rapportés par Crawford comme « présents dans l'engagement ». Lors de la seconde bataille de Bull Run, le corps est gardé en réserve.
Le corps participe à la campagne du Maryland en tant que XIIe corps, avec le vétéran Mansfield à son commandement. L'organisation de sa division et des brigades est la même qu'à Cedar Mountain ; le brigadier général George S. Greene a remplacé Augur au commandement de la 2nd division. Ses colonnes dégarnies ont été renforcées par l'ajout de cinq nouveaux régiments de volontaires du Nord, dont trois sont composés de soldats de Pennsylvanie pour la période de neuf mois seulement. Le corps compte maintenant 12300 présents pour le service, y compris les non-combattants ; il contient 22 régiments d'infanterie et de trois batteries d'artillerie légère. Il est le plus petit corps de l'armée.
Il n'est pas engagé à South Mountain, bien qu'il marche en vue de la bataille qui fait rage sur la montagne en face de lui, devant ses colonnes poussiéreuses. Lors de la bataille d'Antietam, il entre dans le combat plus tôt dans la matinée, et est placé à un endroit à proximité, et devant, de l'église de Dunker. Le général Mansfield tombe, mortellement blessé, pendant le déploiement de ses colonnes, et le commandement du corps lors de la bataille est dévolu au général Williams. Les deux divisions perdent dans cette bataille, 275 tués, 1 386 blessés, et 85 disparus ; pour un total de 1 746, sur près de 8 000 présents dans l'action.
Le poste laissé vacant par la mort du général Mansfield est pourvu par la nomination du major général Henry W. Slocum, un commandant de division du VIe corps, qui a déjà acquis une brillante réputation pour ses services lors de la campagne de la Péninsule, et lors de la prise réussie de Crampton's Gap. Le XIIe corps reste dans le voisinage de Harpers Ferry jusqu'en décembre, quand il part en Virginie, et installe ses quartiers d'hiver à Stafford Court House.

## Chancellorsville et Gettysburg
Le choc de la bataille de Chancellorsville tombe sur les XIe et XIIe corps ; et pourtant, au milieu de la déroute et la confusion de cette désastreuse bataille, les régiments du XIIe corps se déplacent sur des fronts ininterrompus, retraitant à la fin de la bataille, sans perdre des couleurs, alors que le corps d'artillerie, après avoir été engagé dans les combats à bout portant à Chancellor House, se retire en bon ordre, emportant tous les canons avec lui. Dans cette campagne les troupes de Slocum sont les premières à traverser la rivière Rapidan, et les dernières à re-traverser la rivière Rappahannock. Le corps à ce moment comprend 30 régiments d'infanterie, avec cinq batteries d'artillerie légère, comptant en tout 19 929 présents pour le service. Ses pertes à Chancellorsville s'élèvent à 260 tués, 1 436 blessés, et 1 118 disparus ; pour un total de 2 814. Le plus dur des combats et les plus lourdes pertes retombent sur les brigades du brigadier général Thomas H. Ruger et du colonel Charles Candy. Les divisions sont commandées par les généraux Williams et John W. Geary.
Lors de la bataille de Gettysburg, le XIIe corps d'armée se distingue par sa défense valeureuse de Culp's Hill, les 2-3 juillet 1863. Le général Slocum a le commandement de l'aile droite à Gettysburg, qui laisse à Alpheus S. Williams, de la 1st division, au commandement du corps d'armée ; Thomas H. Ruger de la 3rd brigade de la 1st division prend la place de Williams au commandant de la division ; Geary commande le 2nd division.
L'après-midi du 2 juillet, le corps d'armée reçoit l'ordre du commandant de l'armée George G. Meade de se désengager de Culp's Hill et de renforcer la ligne de l'Union à l’extrémité du flanc gauche, près de Little Round Top. Slocum persuade Meade de laisser une brigade derrière pour tenir la position critique : la brigade de Greene de la division de Geary. Pendant l'occupation de cette position sur Culp's Hill, avec une ligne extrêmement longue à défendre et sans autre troupes de soutien, Greene est attaqué par la division d'Edward "Allegheny" Johnson, mais l'attaque est repoussée par sa brigade. Greene, un ingénieur civil, a insisté pour que ses hommes préparent d'impressionnants ouvrages défensifs sur la colline. Pourtant, certaines troupes de Johnson prennent, sans opposition, un dépôt dans ouvrages libérés du XIIe corps, et au retour des troupes un combat désespéré s'ensuit pour repousser les confédérés. Après un long et dur combat, le corps réussit à réoccuper ses ouvrages. Sur aucune partie du terrain des confédérés gisent morts sur une ligne plus épaisse que devant les positions du XIIe corps. La division de Johnson, contenant 22 régiments, perd dans cette action particulière, 229 tués, 1 269 blessés, et 375 disparus; pour un total de 1 873 hommes. À cela, il faut ajouter les pertes subies dans les 14 régiments des brigades de William Smith, Junius Daniel, et Edward A. O'Neal, qui ont été envoyés soutenir Johnson. Le XIIe corps , contenant 28 régiments, perd 204 tués, 810 blessés, et 67 disparus ; pour un total de 1 081.

## Tennessee
À l'issue de la campagne de Gettysburg, l'armée du Potomac poursuit Robert E. Lee en Virginie, le XIIe corps se joignant à la poursuite, et le poussant vers l'avant jusqu'à ce qu'il atteigne le Rappahannock. Alors qu'ils campent là, le 23 septembre 1863, le XIe et XIIe corps sont détachés de l'armée et partent pour le Tennessee comme renfort pour William Rosecrans, assiégé dans Chattanooga. Les deuVe corps sont placés sous le commandement du major général Joseph Hooker. En arrivant dans le Tennessee, la division de Geary part au front, tandis que la division de Williams stationne le long du chemin de fer de Murfreesboro à Bridgeport. Geary pousse pour effectuer la jonction avec l'armée assiégée à Chattanooga. Dans la nuit du 27 octobre, sa division bivouaque à Lookout Valley, dans une position avancée et isolée, où elle est attaquée, à minuit, par une partie du commandement de James Longstreet. Mais Geary a pris des précautions contre les surprises, et Longstreet est repoussée, Geary recevant, dans cette affaire, un soutien rapide et valeureux de la part du XIe corps. Le général George H. Thomas, commandant de l'armée du Cumberland, déclare dans son rapport que « le refoulement par la division de Geary des troupes très supérieures en nombre qui ont tenté de le surprendre, se classera parmi les plus illustres faits d'armes de cette guerre ».
La bataille de Wauhatchie de nuit est suivie dans les mois suivant par la brillante victoire à Lookout Mountain, où la 2nd division combat sa célèbre « bataille au-dessus des nuages ». Geary est assisté dans cet engagement par la brigade de Walter C. Whitaker du IVe corps. Un des régiments de Whitaker, le 8th Kentucky, est le premier à planter son drapeau sur le sommet de la montagne.

## Changement de désignation

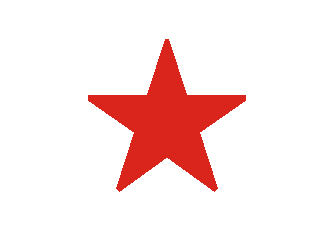
Insigne de la 1st division de du XIIe corps de l'armée de l'Union

En avril 1864, la désignation du corps est changée pour devenir le XXe corps. Les généraux Williams et Geary conservent le commandement de leurs divisions, et les hommes portent encore leur insigne du XIIe corps. Cet insigne (une étoile à cinq branches ou pentagramme) est adopté par le corps réorganisé. La nouvelle organisation est formée par la consolidation des XIe et XIIe du corps, auxquels sont ajoutés quelques petits commandements. Cette action du département de la Guerre est fondée sur les petites tailles des deux corps : le XIea été très endommagé à Gettysburg et le XIIe a toujours été le plus petit dans l'armée. Néanmoins, les soldats du XIIe corps sont très bouleversés par la perte de leur identité d'origine du corps.
Au moment de la dissolution du XIIe corps, le général Slocum est affecté au commandement du district de Vicksburg, mais il reprend le commandement du corps - du XVe corps - au cours de la campagne d'Atlanta, le général Hooker ayant été relevé. Slocum commande ensuite l'armée de Géorgie pendant la marche vers la mer et lors de la campagne des Carolines.

## Historique des commandements
Comme Ve corps
| Nathaniel P. Banks | 13 mars - 4 avril 1862 |

Comme département de la Shenandoah
| Nathaniel P. Banks | 4 avril - 26 juin 1862 |

Comme IIe corps de l'armée de la Virginie
| Nathaniel P. Banks | 26 juin - 12 septembre 1862 |

Comme XIIe corps
| Alpheus S. Williams | 12 - 15 septembre 1862             |
| Joseph K. Mansfield | 15 - 17 septembre 1862             |
| Alpheus S. Williams | 17 septembre - 20 octobre 1862     |
| Henry W. Slocum     | 20 octobre 1862 - 1er juillet 1863 |
| Alpheus S. Williams | 1er - 4 juillet 1863               |
| Henry W. Slocum     | 4 juillet - 31 août 1863           |
| Alphée S. Williams  | 31 août - 13 septembre 1863        |
| Henry W. Slocum     | 13 - 25 septembre 1863             |
| * Henry W. Slocum   | 25 septembre 1863 - 18 avril 1864  |

 * Corps affecté à l'armée du Cumberland ; autres entrées affectées à l'armée du Potomac
Après le 18 avril 1864, les divisions du XIIe corps deviennent une partie du XVe corps.